# Ratpenat nasofoliat del riu Fly
El ratpenat nasofoliat del riu Fly (Hipposideros muscinus) és una espècie de ratpenat de la família dels hiposidèrids. Viu a Indonèsia i Papua Nova Guinea. El seu hàbitat natural és el bosc tropical de terres baixes. No hi ha cap amenaça coneguda significativa per a la supervivència d'aquesta espècie.